# Diviacka Nová Ves (hrad)
Kaštel Diviacka Nová Ves je původně tvrz, která byla posléze přestavěna na renesanční zámek. Nachází se v obci Diviacka Nová Ves. Postavena byla na začátku 15. století. V roce 1568 byla přestavěna na renesanční zámeček.

## Historie
Postavili ho členové rodu Diviackých v letech 1380–1401 jako opevněnou gotickou pevnůstku - doloženou začátkem 15. století, která tvoří jádro dnešního zámečku. Od 16. století tvrz patřila Rudnayům.
Gotický objekt v roce 1586 rozšířili a postupně přebudovali na renesanční čtyřkřídlý zámeček s ústředním nádvořím, který prošel několika dílčími úpravami v 17. a 18. století. V roce 1808 napadla a dobyla zámek baronka Splényiová-Ujfalussyová (z rodu Diviacků), která z pomsty za prohraný majetkový spor s Rudnayi rozdmýchala díky slibům a pálence selskou vzpouru . V roce 1886 zámeček Rudnayové prodali a byl zde zřízen lihovar. Památková úprava byla provedena v 70. letech 20. století podle projektu arch. J. Šefčíka.

## Interiér
Gotická tvrz má zachovány původní klenby a krby. Renesanční místnosti mají síťové hřebínkové klenby a křížové klenby se štukovými geometrickými a rostlinnými ornamenty. Zachovalo se mnoho renesančních architektonických detailů. Honosná místnost na patře má pozdně barokní, bohatě řešený štukový interiér s akantovou a rostlinnou ornamentikou.

## Exteriér
Nepravidelný čtyřkřídlý půdorys zámečku vznikl postupným rozšiřováním a přestavbami budov kolem původního gotického jádra, které se zachovalo v podobě blokové patrové opevněné věžové stavby s nárožním kvádrováním na fasádách. Na přístavbách se zachovala renesanční sgrafita; psaníčkové sgrafito někdejšího komína je datováno 1586. Nárožní stavba při vstupu měla tři malé kulaté bašty, které plnily funkci opěrných pilířů z dob romantických úprav. Kamenný renesanční vstupní portál měl padací most. Při barokních úpravách kolem poloviny 18. století budovy nádvoří byly sjednoceny arkádou.